# Włodzimierz Drzewieniecki
Włodzimierz Marian Drzewieniecki vel Birnbaum, w USA jako Walter Drzewieniecki (ur. 14 grudnia 1914 w Piotrkowie Trybunalskim, zm. 13 lutego 2010 w Buffalo) – major dyplomowany piechoty Wojska Polskiego, historyk emigracyjny.

## Życiorys
W Częstochowie uczęszczał do gimnazjum, a później do Korpusu Kadetów nr 2. W 1935 roku uzyskał maturę, a następnie wstąpił do Szkoły Podchorążych Piechoty, a po jej ukończeniu został promowany 1 października 1937 roku do stopnia podporucznika piech. z przydziałem do 84 pułku piechoty. Był dowódcą plutonu, a podczas mobilizacji w marcu 1939 objął dowództwo 11 kompanii strzeleckiej, w której później był dowódcą plutonu. Przebywał w obozie w Działdowie po kapitulacji Modlina, z którego został zwolniony. Należał do Związku Walki Zbrojnej. W grudniu 1940 roku przez Słowację i Węgry przedostał się do Palestyny, gdzie służył w Samodzielnej Brygadzie Strzelców Karpackich. 1 stycznia 1943 roku awansował do stopnia porucznika piech. i w tymże roku ukończył British Army Staff College w Hajfie, a dalej dowodził plutonem w 5 Dywizji Piechoty. 1 marca 1944 roku został awansowany do stopnia kapitana piech., otrzymując w tym samym roku tytuł oficera dyplomowanego i służył w sztabie 2 Korpusu Polskiego. Po przybyciu do Wielkiej Brytanii, początkowo nadal był w oddziale operacyjnym sztabu 2 Korpusu, a później był od 28 grudnia 1946 do 31 marca 1947 roku w oddziale Administracji Rezerw Sztabu Głównego i od kwietnia 1947 roku w Oddziale ds. Szeregowych Inspektoratu Generalnego Polskiego Korpus Przysposobienia i Rozmieszczenia. Został zdemobilizowany jako mjr dypl. i w grudniu 1947 roku wyemigrował do Kanady, a w 1950 roku przeniósł się do Stanów Zjednoczonych. Początkowo mieszkał w Toledo, a następnie w Chicago, gdzie pracował dla International Industries. Przeniósł się w 1953 roku do Stevens Point, gdzie pracował jako redaktor tygodnika „Gwiazda Polarna” i jednocześnie studiując na Uniwersytecie w Medison (bakalaureat 1957 rok). Na Uniwersytecie Chicagowskim w 1958 roku uzyskał dyplom i pracował jako asystent od 1959 roku, a po obronie doktoratu w 1963 roku jako docent. W tym samym roku przeniósł się do State University College w Buffalo, gdzie w 1966 roku otrzymał tytuł profesorski. Sprawował na uczelni m.in. funkcję dziekana Wydziału Historycznego w latach 1969–1971 i dyrektora Instytutu Europy Wschodniej w latach 1967–1972. W Bufallo w 1980 roku utworzył Instytut Studiów Etnicznych i w latach 1980–1981 był jego pierwszym dyrektorem.
Autor licznych prac historycznych oraz artykułów w prasie polsko- i angielskojęzycznej. Współpracował m.in. z „Zeszytami Historycznymi”, „Weteranem”, „Gońcem Karpackim”, „Nowym Dziennikiem”, „Gwiazdą Polarną”, „Tygodniem Polskim”, „Niagara Frontier”, „The Buffalo News” czy „The Polish Review”. Działał w Polskiej Fundacji Kulturalnej i był członkiem Polskiego Instytutu Naukowego w Ameryce oraz Instytutu Józefa Piłsudskiego w Nowym Jorku.
W 2000 roku został „za wybitne osiągnięcia w pracy naukowej, dydaktycznej i społecznej, za zasługi w działalności na rzecz Polski” odznaczony Krzyżem Komandorskim z Gwiazdą Orderu Zasługi RP

## Wybrane publikacje
- The German-Polish frontier, Chicago: Polish Western Association of America 1959.
- The Polish Armed Forces in World War II.: exhibition, Buffalo: The Buffalo and Erie County Historical Society 1966.
- James M. Rozan: a pioneer Polish-American politician in Buffalo, Buffalo: Partners Press 1971.
- Zapomniany oddział wołyńskiej Brygady Kawalerii-IV Batalion 84 Pułku Strzelców Poleskich (kolegom z wrześniowego IV/84 p.s.p. poświęcam), Buffalo, N.Y.: Polish Cultural Found. 1973.
- Public library service to American ethnics: the Polish Community on the Niagara Frontier, Buffalo, NY: The Polish Cultural Foundation 1974.
- Mobilizacja marcowa 1939, widziana oczyma dowódcy Kompanii 84-go pułku Strzelców Poleskich, Buffalo, NY: The Polish Cultural Found. 1975.
- Polonica buffalonensis: annotated bibliography of source and printed materials dealing with the Polish-American Community in the Buffalo, New York, Area, New York: Buffalo and Erie County Historical Society 1976.
- Współdziałanie kawalerii z piechotą w świetle książki Jerzego Boguskiego „Artyleria konna w Kampanii Wrześniowej 1939 roku”, Buffalo: The Polish Cultural Foundation 1977.
- „Karpacka Podchorążówka” (17 kwietnia – 16 sierpnia, 1942), Buffalo: The Polish Cultural Foundation 1977.
- Wrześniowe wspomnienia podporucznika, Warszawa: Wyd. Ministerstwa Obrony Narodowej 1978.
- Poles in America: yesterday and today, Buffalo: The Polish Cultural Foundation 1980.
- Samodzielna Brygada Strzelców Karpackich i 3 Dywizja Strzelców Karpackich w literaturze i prasie: bibliografia, Buffalo: The Polish Cultural Foundation 1983.
- Przez Bałkany do Brygady Karpackiej, Buffalo: Polish Cultural Foundation 1990.
- Angielski szlif: wspomnienie oficera sztabu 2. korpusu, Buffalo, N.Y. – Toruń: The Polish Cultural Foundation – Biblioteka Uniwersytecka 2001.

## Ordery i odznaczenia
- Krzyż Srebrny Orderu Wojskowego Virtuti Militari[6] nr 13719[7]
- Krzyż Walecznych